# SN 1999fu
SN 1999fu – supernowa typu Ia odkryta 3 listopada 1999 roku w galaktyce A232948+0008. W momencie odkrycia miała maksymalną jasność 24,90m.